# Stefania Liberakakis
Stefania Liberakakis (grško Στεφανία Λυμπερακάκη, latinizirano: Stefanía Lymperakáki, Stefanía Lymperakáki) znana preprosto kot Stefania, grško-nizozemska pevka, igralka in YouTuberka, *17. december 2002

## Kariera
Stefania je leta 2013 bila tekmovalka v tretji sezoni The Voice Kids na Nizozemskem, vendar je izpadla v drugem krogu. Nato se je pridružila otroškemu pevskemu zboru Kinderen voor Kinderen, ki ga je po dveh letih zapustila. 
Leta 2016 se je udeležila avdicije za Junior Songfestival, nizozemski predizbor za mladinsko pesem Evrovizije. Interno je bila izbrana za zastopanje Nizozemske na tekmovanju za pesem otroške Evrovizije 2016 v Valletti kot članica dekliške skupine Kisses. Skupina je nastopila s pesmijo »Kisses and Dancin'« in se uvrstila na 8. mesto med 17 sodelujočimi. 
Leta 2018 je Stefania izdala svoj prvi solo singel z naslovom »Stupid Reasons«. Leta 2019 je izdala še tri single: »Wonder«, »I'm Sorry (Whoops!)« in »Turn Around«.

### Pesem Evrovizije
Konec leta 2019 je bila Stefania imenovana za predstavnico Grčije na tekmovanju za pesem Evrovizije 2020, ki bi potekalo v Rotterdamu na Nizozemskem.   Nastopiti bi morala v drugem polfinalu dne 14. maja 2020 s pesmijo »Supergirl«.  Vendar pa je EBU, dne 18. marca objavila odpoved tekmovanja zaradi pandemije COVID-19.  Istega dne je ERT sporočil, da bo Grčija sodelovala na Pesmi Evrovizije 2021, njihova predstavnica pa bo Stefania. 
Nastopila je na Evroviziji 2021 s pesmijo »Last Dance«.  S pesmijo je nastopila v drugem polfinalu iz katerega se je tudi uvrstila v finale, ki je potekal 20. maja 2021.  Stefania je nastopila v finalu Pesmi Evrovizije 2021, kjer je zasedla 10. mesto. 

## Osebno življenje
Rodila se je grškima staršema Kouli in Spyrosu Liberakakisu v Utrechtu na Nizozemskem.  Stefania je nečakinja grškega igralca Yannisa Stankoglouja.  Med oktobrom 2018 in aprilom 2021 je bila v razmerju z nizozemskim pevcem Jannesom Heuvelmansom, ki je zastopal Nizozemsko na mladinski Evroviziji 2017 kot del fantovske zasedbe FOURCE. 

## Diskografija

### Pesmi
| Naslov                                  | Leto | Najvišja uvrstitev na lestvici | Najvišja uvrstitev na lestvici | Najvišja uvrstitev na lestvici | Najvišja uvrstitev na lestvici | Najvišja uvrstitev na lestvici | Album |
| Naslov                                  | Leto | GRE                            | NLD                            | LIT                            | SWE                            | UK                             | Album |
| --------------------------------------- | ---- | ------------------------------ | ------------------------------ | ------------------------------ | ------------------------------ | ------------------------------ | ----- |
| »Stupid Reasons«                        | 2018 | —                              | —                              | —                              | —                              | —                              | —     |
| »I'm Sorry (Whoops!)«                   | 2019 | —                              | —                              | —                              | —                              | —                              | —     |
| »Over and Over Again« (skupaj z Jannes) | 2019 | —                              | —                              | —                              | —                              | —                              | —     |
| »Turn Around«                           | 2019 | —                              | —                              | —                              | —                              | —                              | —     |
| »Supergirl«                             | 2020 | 19                             | —                              | —                              | —                              | —                              | —     |
| »Friday«                                | 2020 | —                              | —                              | —                              | —                              | —                              | —     |
| »Swipe« (skupaj s Rein van Duivenboden) | 2020 | —                              | —                              | —                              | —                              | —                              | —     |
| »Last Dance«                            | 2021 | 24                             | 45                             | 35                             | 79                             | 75                             | —     |
| »Mucho Calor«                           | 2021 | —                              | —                              | —                              | —                              | —                              | —     |
| »Wait No More«                          | 2022 | —                              | —                              | —                              | —                              | —                              | —     |
| »You Lost Me«                           | 2022 | —                              | —                              | —                              | —                              | —                              | —     |
| »My My My«                              | 2022 | —                              | —                              | —                              | —                              | —                              | —     |
| »Yalla Baby«                            | 2022 | —                              | —                              | —                              | —                              | —                              | —     |